# 劉鶴
劉 鶴（りゅう かく、リウ・ホー、簡体字: 刘鹤、拼音: liú hè、1952年1月25日 - ）は、中華人民共和国の経済学者、政治家。中国共産党第19期中央政治局委員、中央財経委員会弁公室主任、国務院副総理。

## 略歴
1952年1月、北京に生まれる。1960年代、北京101中学在学中は習近平と同窓だった。
1976年12月に中国共産党に入党。
1983年、中国人民大学産業経済学研究科卒業。1995年にアメリカ合衆国に留学し、ハーバード大学ケネディスクールで公共経営修士 (MPA) を取得する。
2011年から2013年まで中国国務院発展研究センター副所長を務める。
2013年から中華人民共和国国家発展改革委員会副主任、中国共産党中央財経領導小組弁公室主任。習近平党総書記の経済政策ブレーンとして金融経済のマクロ政策の取りまとめを担う。2017年に中国共産党第19期中央政治局委員に選出。
2018年3月19日、第二次李克強内閣の国務院副総理に就任。24日にマヌーチン財務長官と電話会談し、米国のスーパー301条による中国製品への関税賦課に対して報復する意向を示した。同年5月3日、訪中したスティーヴン・マヌーチン財務長官、ロバート・ライトハイザー通商代表、ウィルバー・ロス商務長官、ラリー・クドロー国家経済会議委員長、ピーター・ナヴァロ通商製造業政策局局長ら米国代表団と米中通商協議を行った。15日には米中通商協議のために訪米し、ドナルド・トランプ大統領とも会談を行い、中国は米国の製品とサービスを大量購入して対米貿易黒字を減らすとする米中共同声明を発表して「双方は互いに関税を課す貿易戦争の回避で一致した」と表明した。しかし、翌6月に訪中したロス商務長官と米中通商協議を行った際に輸入拡大策の条件に関税の取り下げを要求し、以後、追加関税の報復合戦を繰り返す米中貿易戦争の閣僚級キーパーソンとなった。中国国内では劉を西欧列強に一切妥協しなかったことでアロー戦争を引き起こした清の葉名琛に準えて「六不総督」とそしる批判も起きた。
2018年8月30日、訪中した日本の麻生太郎副総理兼財務相と会談してアメリカの対中対日関税による日米貿易摩擦と米中貿易戦争を議論して保護主義への反対やスワップ協定など日中両国の金融協力で一致した。
2019年1月に米国でトランプ大統領、マヌーチン財務長官、ライトハイザー通商代表、ロス商務長官らと会談を行い、同年2月に再び会見したトランプ大統領は関税の引き上げの保留を表明するも、中国国内では日清戦争で日本と講和交渉を行った清の李鴻章と比較して劉はアメリカに譲歩しすぎていると孔慶東らから批判された。同年5月9日に訪米して米中通商協議で9割完成していた合意文書案の全7章を劉が大幅に修正して一方的に送付し、これを受けて10日に発動されたアメリカの関税引き上げに対して「必ず報復する。中国は原則に関わる問題では決して譲らない」と述べた。同年10月の米国での米中通商協議で米農産物の購入や金融サービスの市場開放などの部分合意に達して関税の引き上げの見送りを表明したトランプ大統領と会見した。

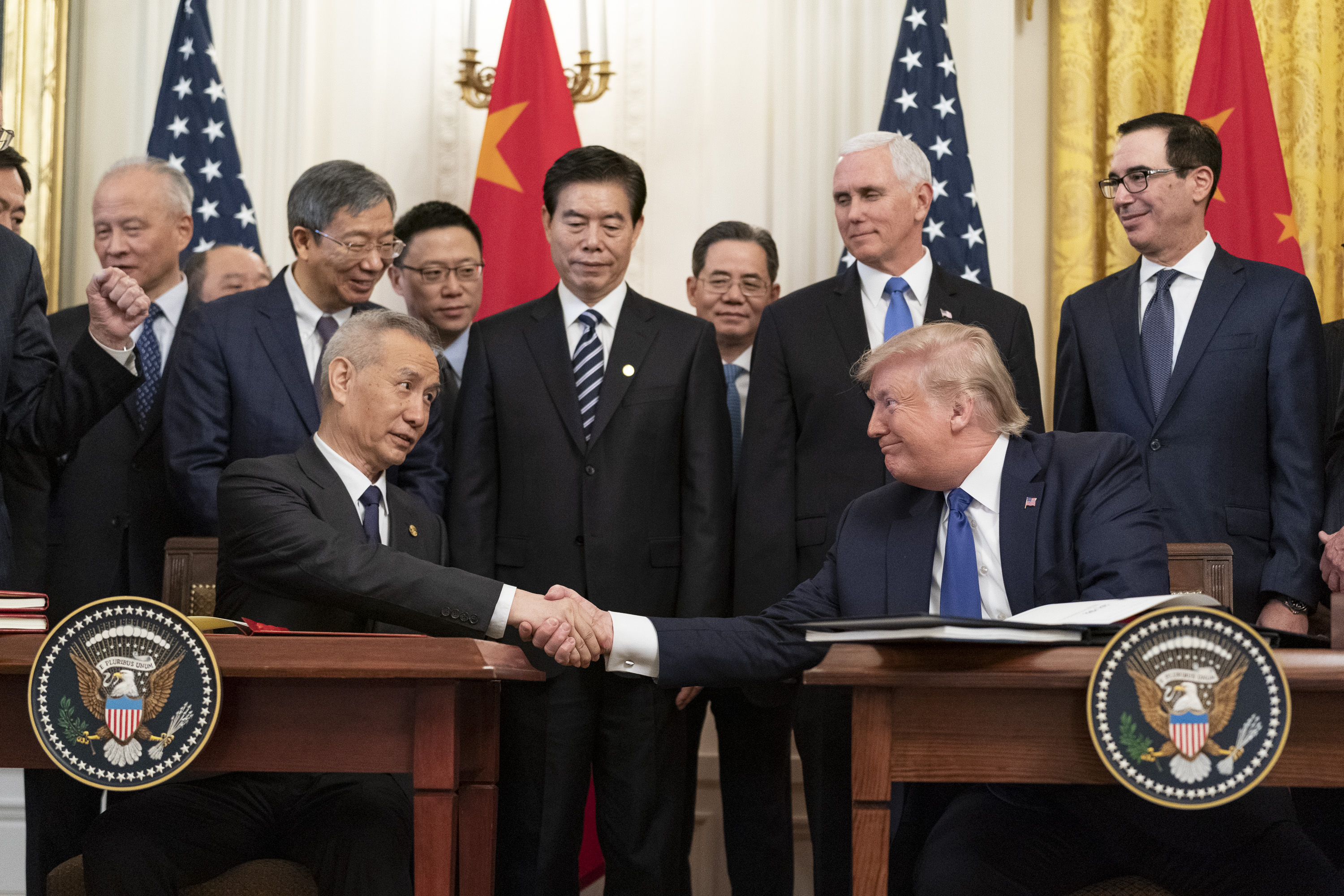
米中経済貿易協定の署名式での劉とトランプ（2020年1月15日）

2020年1月15日、中国代表として訪米してトランプ大統領とともに米中経済貿易協定に署名した。